# Epitherina ghirshmani
Epitherina ghirshmani là một loài bướm đêm trong họ Geometridae.